# Luís Antônio Zaluar
Luís Antônio Zaluar Mattos de Souza, mais conhecido como Luís Antônio Zaluar ou apenas Zaluar (Rio de Janeiro, 17 de setembro de 1963), é um treinador brasileiro. Atualmente, é treinador do Al-Jeel, da Arábia Saudita

## Carreira[2]
Luís Antônio Zaluar deu seus primeiros passos como preparador-físico nas categorias de base do Botafogo, clube no qual foi efetivado como treinador na equipe profissional. Depois, passou por diversos clubes brasileiros seguindo a carreira de técnico, como Campinense, Londrina, Joinville, Vitória, Paysandu, Fluminense, Fortaleza, Ceará, entre vários outros. Chegou a treinar a Seleção Brasileira de Futebol Feminino, em 1991. Também teve uma passagem pelo continente europeu, quando treinou o Nacional da Madeira, de Portugal.
Porém, o veterano e rodado treinador é mais conhecido pelas passagens em clubes da Arábia Saudita, Qatar, Líbano, Emirados Árabes Unidos e Bahrein. Ao todo, Zaluar passou cerca de 22 anos no Oriente Médio, entre muitas idas e vindas ao futebol brasileiro.
Recentemente, o treinador passou por alguns pequenos cariocas: Cabofriense, Americano, Sampaio Corrêa-RJ e São João da Barra.
Desde o início de 2013, Zaluar treinou o Goytacaz, clube pelo qual também passou em 2003.
Zaluar treinou o Cruzeiro-RS em 2014 e 2015, com boas campanhas estaduais.
Assim, se credenciou a treinar o Caxias, na disputa do Campeonato Brasileiro de Futebol de 2015 - Série C.
Após péssima campanha em apenas quatro jogos, com dois empates e duas derrotas, foi demitido do comando do Caxias.

## Títulos
Araçatuba
- Quadrangular do Campeonato Paulista - Série A2: 1998

Al-Ansar
- Primeira Divisão Saudita (equivalente à Segunda Divisão nacional): 1999–00

Fortaleza
- Campeonato Cearense: 2001

## Campanhas de destaque
Americano
- Campeonato Carioca: 2001 (3º colocado)
- Campeonato Carioca: 2002 (vice-campeão)

## Condecorações
| Insígnia | País   | Honra                            | Data                   |
| -------- | ------ | -------------------------------- | ---------------------- |
|          | Brasil | Cavaleiro da Ordem de Rio Branco | 25 de novembro de 2021 |